# Gouvernement Louis Mathieu Molé (2)
Cet article concerne le second Gouvernement Louis Mathieu Molé. Pour le premier, voir Gouvernement Louis Mathieu Molé (1836-1837).
Monarchie de Juillet
Gouvernement Louis Mathieu Molé I Gouvernement de transition de 1839
Le deuxième ministère Molé est le onzième ministère de la monarchie de Juillet, formé le 15 avril 1837 sous la présidence de Louis-Mathieu Molé pour succéder au président du Conseil Molé. Comptant 8 membres, il reste en fonctions jusqu'au 31 mars 1839.

## Constitution
Le premier ministère Molé s'est décomposé en raison de la mésentente entre Molé et Guizot. Dès le 6 mars 1837, Louis-Philippe Ier commence des consultations pour former un nouveau cabinet. Il discute avec Guizot, avec qui il fait mine d'échafauder toute sorte de combinaisons avec ou sans Thiers. Il discute avec Montalivet. Il feint de discuter avec Soult. Il fait semblant d'essayer une combinaison Soult-Thiers (9-11 avril). Mais en réalité, le roi a décidé de garder Molé.
Le 15 avril, il constitue donc un nouveau cabinet Molé, dont il a fait sortir les doctrinaires : Guizot, Gasparin, Duchâtel et Persil, ainsi que Rémusat. Ceux-ci sont remplacés par des personnages malléables et politiquement versatiles : Barthe à la Justice, Lacave-Laplagne aux Finances, Salvandy à l'Instruction publique. À l'Intérieur, le roi a fait rentrer son fidèle Montalivet. Le général Bernard et l'amiral de Rosamel conservent la Guerre et la Marine.
Le deuxième ministère Molé est encore plus mal accueilli que le premier. En dehors de Molé, il ne comprend aucune figure du parlement. On l'appelle avec mépris le « ministère du château » ou le « ministère inodore » ; Thiers fustige un « ministère de laquais ». Pourtant, en dépit des critiques, et grâce à un concours de circonstances, il va tenir près de deux ans

## Composition

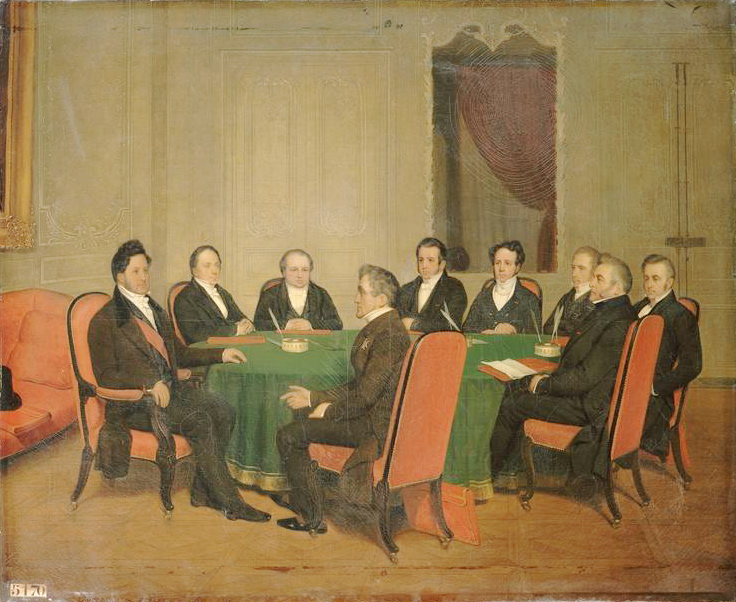
Conseil des ministres, présidé par Louis-Philippe, le 3 août 1838, et tenu au château de Champlâtreux, chez le comte Molé président du Conseil, par Henry Scheffer.

- Président du Conseil : Louis-Mathieu Molé

- Ministres (8) :
  - Ministre des Affaires étrangères : Louis-Mathieu Molé
  - Ministre de l'Intérieur : Camille de Montalivet
  - Ministre de la Justice et des Cultes : Félix Barthe
  - Ministre de la Guerre : Simon Bernard
  - Ministre des Finances : Jean Lacave-Laplagne
  - Ministre de la Marine et Colonies : Claude du Campe de Rosamel
  - Ministre de l'Instruction publique : Narcisse-Achille de Salvandy
  - Ministre des Travaux publics, de l'Agriculture et du Commerce :
    - Louis-Mathieu Molé (par intérim) (à compter du 31 juillet 1837)
    - Nicolas Martin du Nord (Ministre des Travaux publics, de l'agriculture et du Commerce) (à compter du 18 août 1837)

- Sous-secrétaire d’État :
  - Sous-secrétaire d'État à la Justice et aux Cultes : Narcisse Parant (à compter du 21 mai 1837)

## Fin
À la fin de l'année 1837, un bon nombre de députés sont résolus à mettre le gouvernement en difficulté. En janvier 1838, lors du débat sur l'adresse, un député de gauche, Charles Gauguier, pourfendeur habituel des députés-fonctionnaires, reproche au gouvernement ses manœuvres électorales, notamment lors de la réélection des députés nommés à des fonctions publiques. La discussion offre surtout à Thiers une tribune pour attaquer le ministère quant à sa passivité dans les affaires d'Espagne : les doctrinaires, inspirés par Guizot, veulent remplacer, dans la phrase de l'Adresse relative à l'Espagne, la formule « en exécutant fidèlement le traité de la Quadruple Alliance » par la formule « en continuant d'exécuter fidèlement », ce qui met hors de lui Thiers, partisan d'une intervention militaire et critique de l'abstention qui a marqué, jusqu'alors, l'attitude du gouvernement. Mais Louis-Philippe insiste auprès de Molé pour qu'il fasse voter l'amendement. Malgré les assauts de Thiers, qui intervient à trois reprises contre l'amendement les 10 et 11 janvier, celui-ci est adopté le 12 janvier, et le lendemain, l'Adresse obtient 216 boules blanches contre 116 boules noires. Les doctrinaires et Guizot ont sauvé le gouvernement Molé, mais celui-ci est désormais leur otage.
Entre-temps Molé, sous prétexte de grippe, déserte l'hémicycle pendant plusieurs jours, ce qui lui vaut une violente attaque de Montalivet auprès du roi : « J'ai entendu dire à des hommes grands et haut placés, qui l'ont suivi dans sa longue carrière, qu'il excellait à trouver des prétextes la veille des batailles, pour ne pas s'y trouver le lendemain. » Molé, de son côté, se plaint d'être mal soutenu par ses ministres : « J'en ferai l'aveu au roi, pour la première fois je sens et je comprends tout ce que le maniement des affaires peut avoir de rebutant pour un homme qui se respecte, dans le temps hideux où nous vivons ». La réponse de Louis-Philippe est désabusée : « Nous devons naviguer notre vaisseau avec les hommes que nous avons, si nous ne pouvons en avoir de meilleurs, et je ne vois devant nous que des impossibilités » et le roi, qui se trouve en réalité fort bien d'avoir face à lui des ministres faibles à qui il peut imposer sa volonté, d'ajouter : « Vous aurez d'autant plus de mérite et de gloire à avoir mené la barque à bien avec un équipage où se trouvent des médiocrités. »
Mais, au parlement, la fronde monte contre le ministère : une coalition va se former pour le renverser. Depuis le début de l'année 1838, Thiers, pour détacher les doctrinaires de la majorité gouvernementale, excite l'animosité de Guizot contre Molé. L'alliance entre les deux hommes est scellée au cours de l'été 1838. Molé essaye de la rompre en proposant à Duchâtel d'entrer au gouvernement avec d'autres doctrinaires, mais sans Guizot, mais la manœuvre échoue. Il en est alors réduit à bâtir une majorité de hasard, majorité « sans dévouement et sans tenue », faite de ralliements individuels, obtenus souvent à prix d'argent ou de faveurs. Face à elle, l'opposition a soudé les rangs autour de quelques mots d'ordre : la critique, à l'extérieur, d'une diplomatie jugée trop conciliante et qui braderait les intérêts de la France ; la volonté, en politique intérieure, de cantonner le rôle du roi, jugé trop interventionniste.
Le monde parlementaire est agité par la publication de deux articles de Duvergier de Hauranne sur « La Chambre des députés dans le gouvernement représentatif », parus dans la Revue française en mars et en juin et réunis en volume en novembre 1838 sous le titre : Des principes du gouvernement représentatif et de leur application. Ils suscitent une réplique parue en décembre 1838 sous le titre De la prérogative royale, sous la signature d'Alphonse Pépin, plumitif appointé par les Tuileries, ainsi qu'un livre de Fonfrède, ancien doctrinaire qui défend depuis plusieurs années le pouvoir royal (Du gouvernement du roi et des limites constitutionnelles de la prérogative parlementaire, 1839).
Duvergier de Hauranne, reprochant à Louis-Philippe d'être un nouveau Charles X, la manière forte en moins et l'habileté en plus, réclame « un ministère parlementaire », mot d'ordre dans lequel peuvent se reconnaître les doctrinaires du centre-droit de Guizot, le Tiers Parti, le centre-gauche de Thiers et l'opposition dynastique de Barrot. Pour lui, le ministère ne peut pas émaner seulement du roi : il doit émaner à la fois du roi et de la majorité de la Chambre des députés. C'est le principe même du régime parlementaire dualiste, mais ce n'est pas le système de la Charte de 1830, comme le font observer Fonfrède et Pépin : la Charte ne donne au Parlement aucune part à la désignation et au travail de l'exécutif, qui s'effectue sous la direction du roi.
Le combat parlementaire s'annonce rude pour Molé, qui le croit d'ailleurs perdu d'avance, et reproche au roi, le 1er décembre, de n'avoir pas remanié le ministère pour y faire entrer quelques figures de la Chambre : « Je regarde la chute du cabinet actuel comme un fort grand malheur, et pourtant ce sera à mes yeux une sorte de miracle que de l'éviter. » Il insiste auprès de Louis-Philippe pour que, dans son discours du Trône, il aille au-devant des désirs des députés en promettant la conversion des rentes, mais le roi refuse. Molé lui écrit que ce refus « [l]'a confirmé dans une idée [qu'il] avai[t] déjà, que le roi était tout résigné à cette chute. » et conclut : « Ma plus grande inquiétude, c'est que le roi ne se fasse illusion sur sa situation. Jamais il n'aura de ministres plus réellement monarchiques que nous, et nous sommes probablement les derniers qu'il aura de cette espèce. Je n'ai cependant presque aucune espérance que le roi fasse ce qu'il faudrait pour nous conserver. »
En réalité, Molé lui-même, las de lutter, veut abandonner la partie. Dans le débat sur l'adresse que la Chambre des députés doit voter en réponse au discours du Trône, le gouvernement subit un premier revers puisque la commission chargée de préparer un projet ne compte que trois députés « ministériels » (favorables au ministère) contre six de la coalition (hostiles au ministère) dont Guizot, Thiers, Duvergier de Hauranne et Hippolyte Passy. Elle élabore un texte que Louis-Philippe qualifie de conventionnel, c'est-à-dire rédigé dans le style de la Convention nationale. Mais Molé parvient, au terme d'une épuisante joute parlementaire, à le faire amender et voter ainsi amendé par 221 voix contre 208. La majorité ministérielle a résisté.
Pourtant, dès le lendemain 22 janvier, Molé présente sa démission au roi, estimant ne pas pouvoir gouverner avec une aussi faible majorité. Louis-Philippe la refuse, puis fait appel à Soult, à qui il propose de prendre la présidence du Conseil de manière à pouvoir prolonger le ministère sans autre changement. Le maréchal, d'emblée très réticent à l'égard de cette formule, demande le temps de la réflexion puis refuse, à moins d'élections victorieuses. Dès lors, Louis-Philippe ne peut que dissoudre la Chambre en espérant que les élections législatives lui renverront une majorité plus importante. La dissolution est décidée le 2 février, les élections sont fixées au 2 mars et la rentrée parlementaire au 26 mars.
Aux élections, la majorité se contracte légèrement, passant de 221 à 190 à 200, tandis que les oppositions comptent 240 députés. Le 8 mars, au Conseil des ministres, Molé et les autres ministres présentent leur démission, qui est acceptée.

### Sources
- Guy Antonetti, Louis-Philippe, Paris, Fayard, 1994 -  (ISBN 2-213-59222-5)
- Jacques-Alain de Sédouy, Le comte Molé ou la séduction du pouvoir, Paris, Perrin, 1994 -  (ISBN 2-262-01047-1)
- Benoît Yvert (dir.), Premiers ministres et présidents du Conseil depuis 1815. Histoire et dictionnaire raisonné, Paris, Perrin, 2002 -  (ISBN 2-262-01354-3)